# جافياليات الشكل
الجاڤيالويات (Gavialoidea) هي واحدة من ثلاثة فصائل عليا من التمساحيات، والأخرتين هما قاطوريات الشكل وتماسيح الشكل، وعلى الرغم من أن العديد من الأنواع المنقرضة معروفة، إلا أن الجاڤيال والجاڤيال الزائف مازالا على قيد الحياة اليوم.

## وصلات خارجية
- Gavialoidea en The Paleobiology Database